# Frangipani (família)
Frangipani fou una família noble romana, coneguda ja el 1014 en la persona de Leone Frangipane. Molts dels seus individus foren cònsols i influïren notablement en les eleccions papals. Els més coneguts són: Cencio, el qual expulsà de Roma al papa Gelasi II i feu elegir a Innocenci II, Jacopo, que assolí trista celebritat per haver entregat Conradí a Carles d'Anjou. A partir del segle xiii disminuí la seva importància. En el Friuli existí molt temps una branca d'aquesta família, de la que sembla descendeixen els Frangipani (Frankopan de Croàcia), extrem aquest que no s'ha pogut comprovar.